# روزی روزگاری در آناتولی
روزی روزگاری در آناتولی (به ترکی استانبولی: Bir Zamanlar Anadolu'da) یک فیلم درام به کارگردانی نوری بیلگه جیلان محصول ۲۰۱۱ ترکیه است. این فیلم برپایه تجربه واقعی یکی از نویسندگان فیلم‌نامه ساخته شده‌است. فیلم‌نامه این اثر به‌دست بیلگه جیلان، با همکاری دو نویسنده دیگر نوشته شده، و روایتگر داستان چند مرد است که در استپ آناتولی، جسد یک مقتول را می‌جویند. این فیلم در نخستین حضور جهانی‌اش، توجه منتقدان را به خود جلب کرد و برنده جایزه بزرگ هیئت داوران جشنواره فیلم کن ۲۰۱۱ شد. روزی روزگاری در آناتولی همچنین به عنوان نماینده سینمای ترکیه در جایزه اسکار بهترین فیلم خارجی‌زبان ۲۰۱۱ معرفی شده بود.

## داستان
روزی روزگاری آناتولی، به گروهی از مردان شامل ماموران دادگستری و پلیس، چند نفر از افراد محلی، یک پزشک و یک متهم به قتل به نام کنان می‌پردازد که در تپه‌های آناتولی در پی یافتن محل دفن جسد مقتول هستند. اما فیلم با کنار هم قرار دادن داستانک‌هایی، برهه‌ای از زندگی مردان گروه را روایت می‌کند که نتیجه‌اش بیزاری از خود و زندگی پیرامون است. در ادامه پس از آنکه جسد کشف و به شهر منتقل می‌شود، بسیاری از داستان‌ها تغییر می‌کنند و در نتیجه ابهامات و پرسش‌های زیادی در ذهن بیننده شکل می‌گیرد.
داستان این فیلم دو ساعت و نیمه در دوازده ساعت اتفاق می‌افتد و ۹۰ دقیقه از زمان فیلم که مربوط به صحنه‌های جستجوی جسد است، در تاریکی فیلمبرداری شده است.

## جایزه‌ها
- ۲۰۱۱ - جوایز سینمایی آسیا پاسیفیک برای موفقیت در کارگردانی (نوری بیلگه جیلان)
- ۲۰۱۱ - جوایز سینمایی آسیا پاسیفیک برای موفقیت در فیلم‌برداری (گوخان تیریاکی)
- ۲۰۱۱ - جوایز سینمایی آسیا پاسیفیک: جایزه ویژه هیئت داوران (زینپ اوزباتور)
- ۲۰۱۱ - جشنواره فیلم کن: جایزه بزرگ هیئت داوران برای بهترین فیلم
- ۲۰۱۱ - جشنواره فیلم کارلووی واری: جایزه Netpac (نوری بیلگه جیلان)